# Фијат моби
Фијат моби (итал. Fiat Mobi) је мали градски аутомобил, који производи италијанска фабрика аутомобила Фијат од 2016. године, за тржиште Јужне Америке.

## Историјат
Фијат је 13. априла 2016. године представио први службени прототип моби, након објављених разних слика и информација на интернету које су се већ појавиле у неким аутомобилским часописима, потврдивши гласине о овом новом возилу. Фијат моби је хечбек са петора врата из А−сегмента. Производи се у Бразилу, у граду Бетим и доступан је искључиво за тржиште Јужне Америке. Овај пројекат изведен је са исте платформе као и Фијатов модел ново уно из 2010. године.
Наследник је модела миље, а замењује и основну верзију модела уно звану Vivace. Надмеће се са осталим тржишним лидерима у А−сегменту са другим моделима попут Рено квида и Фолксваген апа, са сличним димензијама и карактеристикама. Моби је најмањи Фијатов модел на тржишту Јужне Америке, мањих је димензија од уна и палија.
Спољашњост мобија је слична моделу панда, а предња решетка је инспирисана Фијатовим моделима фулбаком, тором и типом. Одликује се агресивним дизајном предњег дела, са великом маском и фаровима, и наглашеном хаубом. У понуди су шест пакета опреме: Easy, Easy On, Like, Like On, Way, Way On, од којих се последња два односе на „крос” верзију, са заштитним додацима на доњим деловима каросерије и браницима и кровним шинама. Основна верзија постављена је на 13-инчне точкове, а у осталим пакетима аутомобил је опремљен фелнама промера 14 инча. Маса празног аутомобила варира између 907 и 966 кг, у зависности од верзије, а запремина пртљажника износи 215-235 литара.

## Мотори
Уграђују се бензински троцилиндрични и четвороцилиндрични мотори од 1.0 литра. Четвороцилиндрични 1.0 литарски бензинац развија 54 kW (72 КС) и 93 Nm. Мотор може да ради и на етанол, а тада се снага повећава на 56 kW (75 КС), а максимални обртни момент достиже 97 Nm.
|               | 1.0 Firefly                                       | 1.0 FIRE                                          |
| ------------- | ------------------------------------------------- | ------------------------------------------------- |
| Тип мотора    | R3-бензин                                         | R4-бензин                                         |
| Запремина     | 999 cm³                                           | 999 cm³                                           |
| Снага         | 53 kW (71 КС) / 6250 Етанол: 57 kW (76 КС) / 6250 | 54 kW (72 КС) / 6250 Етанол: 55 kW (74 КС) / 6250 |
| Обртни момент | 102 Nm / 3250 Етанол: 107 Nm / 3250               | 93 Nm / 3850 Етанол: 97 Nm / 3850                 |
| Погон         | На предње точкове                                 | На предње точкове                                 |
| Мењач         | 5° мануелни/полуаутоматик                         | 5° мануелни                                       |